# Irina Halling
Irina Halling, född 25 augusti 1948 i Träslövs församling, Halland, är en svensk journalist. Från 2009 verksam som kvalitetsredaktör på tidningen Expressen.
Irina Halling är dotter till köpmannen Sven Halling och hans maka Maya Halling, den senare trefaldig svensk mästare i bordtennis: singel och mixed dubbel 1947 samt singel 1950.